# Гризингер, Вильгельм
Вильгельм Гризингер (нем. Wilhelm Griesinger; 29 июля 1817, Штутгарт — 26 октября 1868, Берлин) — немецкий психиатр и невропатолог, один из основоположников научной психиатрии.

## Биография

### Рождение, ранние годы
Гризингер  был сыном  Готфрида Фердинанда Гризингера (Gottfried Ferdinand Griesinger) и его жены Каролины Луизы (Karoline Luise) .Гризингер  занимался с репетиторами, до того как он поступил в гимназию, поэтому он  был не простым учеником. 
В 1834 году он поступил на медицинский факультет Тюбингенского университета.

### Расцвет, зрелые годы
Окончив медицинский факультет в 1838 году в Тюбингене, Вильгельм Гризингер учился потом в Париже у Ф. Мажанди, а с 1839 года работал в психиатрической больнице в Фридрихсхафене. После чего в течение двух лет он был ассистентом у Э. А. фон Целлера, директора психиатрической больницы Виненталь, открытой в 1834 году в Вюртемберге. В 1847 году Гризингер стал профессором общей патологии и истории медицины в Киле, а с 1854 года — профессором объединённой кафедры по внутренним болезням и психиатрии, невропатологии в университетах Цюриха и Тюбингена, с 1864-го и до самой смерти возглавлял кафедру психиатрии в Университете Фридриха Вильгельма.
Гризингер после двухлетней службы в заведении для умалишённых, в 1845 г., написал руководство по душевным болезням «Die Pathologie und Therapie der psychischen Krankheiten». Оно обратило на себя общее внимание врачебного мира и вскоре было переведено на несколько иностранных языков, в том числе и на русский.
Гризингер внес в психиатрию рационально-психологическую точку зрения, и его учебник был настольной книгой психиатров в различных странах Европы в течение нескольких десятилетий. Кроме того, он опубликовал в специальных журналах различные мелкие статьи по невропатологии и психиатрии, а также большое сочинение об инфекционных болезнях.
В течение двух лет (1849—1851 годы) он состоял лейб-медиком египетского хедива и заведующим санитарной частью в Египте. С 1854 по 1865 год Гризингер занимал кафедру внутренних болезней в Тюбингене и Цюрихе, а с 1865 г. сделался профессором психиатрии в Берлине.

### Конец жизни, смерть
Хотя уже спустя три года он умер вследствие острого кишечного страдания, но и в течение столь короткого времени он чрезвычайно много сделал для развития преподавания нервных и душевных болезней в Германии.

## Достижения

### Психиатрическая концепция. Участие в «борьбе психиков и соматиков»
Деятельность В. Гризингера началась в период дискуссии между школами психиков и соматиков. Первые утверждали, что в этиологии психических болезней главными являются идеалистические причины, а именно — психологические, моральные и теологические нарушения, то есть психоз — это последствие страстей и пороков. Их оппоненты, соматики, утверждали, что причина психических болезней исключительно материалистическая. Однако среди этой прогрессивной ветви в 1830—1840 годах господствовала идея К. В. М. Якоби о том, что причиной психоза является болезнь всего организма, а роль мозга не была первостепенной. Вильгельм Гризингер в 1845 резко раскритиковал идеи Якоби, не отрицая достижений школы соматиков, но отдавая ключевую роль именно головному мозгу.
Мировоззрение Гризингера в отношении к психиатрии и неврологии, изложенное в «Патологии и терапии психических болезней»:
1. Основой психоза является патологоанатомический процесс.
2. Субстрат этого патологоанатомического процесса — исключительно головной мозг: таким образом, Вильгельм Гризингер — представитель мозговой теории психозов и один из основателей неврологического течения психиатрии.
3. Психические процессы построены по схеме рефлекса (см. #Понятие рефлекс).
4. Отдельные психотические картины — не особые болезни, а только симптомы процесса, протекающего в головном мозге, причём каждая из них — это стадия данного процесса (здесь В. Гризингер выступил как один из основателей клинической психиатрии).

### Гризингер и психиатрия
Гризингер был первым кто поставил вопрос об истории развития души и психической индивидуальности, выйдя за пределы биологического понятия развития организма. Гризингер считал, что важнейшими причинами «сумасшествия» являются психические причины. Он добился некоторого равновесия между патологоанатомическим и психопатологическим направлениями, и поэтому швейцарский психиатр-экзистенциалист Л. Бинсвангер называет Гризингера создателем основ современной психиатрии.
Вильгельм Гризингер был сторонником слияния воедино невропатологии и психиатрии — мысль для того времени очень прогрессивная, так как неврология входила в состав внутренней медицины, а психиатрия изучалась только в псих-больницах. В 1845 году вышла работа Гризингера «Патология и терапия психических болезней», составившая эпоху в психиатрии и переведённая почти на все европейские языки.
Вильгельм Гризингер утверждал, что почти всем психозам предшествуют неспецифические эмоциональные расстройства в экспансивной или депрессивной форме. В работах Гризингера (1845) есть систематика и клиника психиатрических заболеваний, а также немало психопатологических наблюдений и общих положений, которые оказались плодотворными при дальнейшей разработке психопатологии шизофрении. К этому также относится описание так называемого основного настроения, реакция личности на происходящие в ней изменения и распад «я», трактовка синдрома деперсонализации, деление галлюцинаций на первичные и на проистекающие из аффекта, типология бредовых идей, описание явлений отчуждения собственной психической продукции или деятельности, описание «деланных» мыслей и «отнятие» мыслей.
Гризингер, приводя пример сложной галлюцинации, возникшей у здорового человека, в которой все чувства действуют так согласованно, что появляется общее впечатление, будто это сама действительность, говорит, что данные, по которым мы безошибочно могли бы отличить действительность от воображаемого, крайне шатки.
Профессор Гризингер утверждал, что галлюцинации являются «действием ощущения, а не представлением», и если эти обманы чувств «желают победить путём умозрения», то получают ответы вроде того, что получил французский врач Лере от одного больного: «Я слышу голоса, потому что — я их слышу. Как они возникают, я не знаю, но они для меня настолько же отчётливы, как и ваш голос. Если я должен верить в реальность ваших речей, то вы должны позволить мне верить в действительность тех речей, так как те и другие ощущаются одинаково».

### Понятие рефлекс
Гризингер выразил своё естественно-научное понимание психопатологических проблем тем, что он придал огромное значение одному понятию. Оно было создано физиологией для обозначения
основного факта животной жизни, это — рефлекс. В ближайшее время у него нашлись единомышленники. В 1845 г. в Англии выступил Лайкок, который в своем докладе британской Медицинской ассоциации предложил распространить учение о рефлексах на все функции головного мозга.

### Классификация Гризингера
I. Состояние психической подавленности. Её подвиды:
1. Ипохондрия.
2. Простая меланхолия в узком смысле.
3. Меланхолия с оцепенением.

II. Состояние психического возбуждения — мания. Её подвиды:
1. Неистовство.
2. Помешательство с экспансивными аффектами и переоценкой собственной личности.

III. Состояние психической слабости. Её подвиды:
1. Частичное бредовое состояние.
2. Общая спутанность.
3. Идиотизм и кретинизм.

IV. Осложнение помешательства:
1. Общий паралич.
2. Эпилепсия.